# Lujkî, Jovkva
Lujkî (în ucraineană Лужки) este un sat în comuna Lîpnîk din raionul Jovkva, regiunea Liov, Ucraina.

## Demografie
Componența lingvistică a localității Lujkî
     Ucraineană (100%)
Conform recensământului din 2001, toată populația localității Lujkî era vorbitoare de ucraineană (100%).